# Хёг-Янссон, Кевин
Кевин Нильс Леннарт Хёг-Янссон (швед. Kevin Nils Lennart Höög Jansson; род. 29 сентября 2000, Хельсингборг, Сконе) — шведский футболист, защитник клуба «Норрчёпинг».

## Клубная карьера
Является воспитанником «Хельсингборга». В июне 2019 года подписал свой первый профессиональный контракт с «Мьельбю». Дебютировал за основной состав клуба 28 октября в матче предпоследнего тура Суперэттана против «Сюриански», появившись на поле в конце второго тайма. По итогам сезона «Мьельбю» занял первое место в турнирной таблице и вышел в Алльсвенскан, но контракт с игроком продлевать не стали, и он покинул команду.
В конце января 2020 года перешёл в датский «Фремад Амагер», выступающий в первом дивизионе. В январе следующего года перешёл в болгарский «Ботев» из Пловдива. 12 февраля 2021 года дебютировал за клуб в чемпионате Болгарии, выйдя в стартовом составе в игре с «Ардой». За год, проведённый в команде, защитник принял участие в 29 матчах команды во всех турнирах.
В марте 2022 года перешёл в южнокорейский «Канвон», с которым заключил контракт, рассчитанный на четыре года. Впервые в футболке нового клуба появился на поле 19 марта во встрече чемпионата страны с «Сувон Блюуингз». В середине мая 2023 года расторг соглашение с клубом и вернулся в Швецию.
13 июня 2023 года стал игроком «Норрчёпинга», подписав с командой контракт до конца 2025 года.

## Личная жизнь
Его отец, Йеспер Янссон, в прошлом также футболист, после завершения карьеры работал спортивным директором в «Хельсингборге» и «Хаммарбю».

## Достижения
Мьельбю
- Победитель Суперэттана: 2019

## Клубная статистика
| Выступление      | Выступление      | Выступление      | Лига | Лига | Кубки | Кубки | Конт. кубки | Конт. кубки | Итого | Итого |
| Клуб             | Лига             | Сезон            | Игры | Голы | Игры  | Голы  | Игры        | Голы        | Игры  | Голы  |
| ---------------- | ---------------- | ---------------- | ---- | ---- | ----- | ----- | ----------- | ----------- | ----- | ----- |
| Мьельбю          | Суперэттан       | 2019             | 1    | 0    | 0     | 0     | 0           | 0           | 1     | 0     |
| Мьельбю          | Итого            | Итого            | 1    | 0    | 0     | 0     | 0           | 0           | 1     | 0     |
| Фремад Амагер    | 1-й дивизион     | 2019/20          | 8    | 0    | 0     | 0     | 0           | 0           | 8     | 0     |
| Фремад Амагер    | 1-й дивизион     | 2020/21          | 13   | 1    | 1     | 0     | 0           | 0           | 14    | 1     |
| Фремад Амагер    | Итого            | Итого            | 21   | 1    | 1     | 0     | 0           | 0           | 22    | 1     |
| Ботев Пл         | Первая лига      | 2020/21          | 9    | 0    | 0     | 0     | 0           | 0           | 9     | 0     |
| Ботев Пл         | Первая лига      | 2021/22          | 18   | 0    | 1     | 0     | 0           | 0           | 19    | 0     |
| Ботев Пл         | Итого            | Итого            | 27   | 0    | 1     | 0     | 0           | 0           | 28    | 0     |
| Канвон           | Кей-лига 1       | 2022             | 21   | 1    | 0     | 0     | 0           | 0           | 21    | 1     |
| Канвон           | Кей-лига 1       | 2023             | 1    | 0    | 0     | 0     | 0           | 0           | 1     | 0     |
| Канвон           | Итого            | Итого            | 22   | 1    | 0     | 0     | 0           | 0           | 22    | 1     |
| Норрчёпинг       | Алльсвенскан     | 2023             | 0    | 0    | 0     | 0     | 0           | 0           | 0     | 0     |
| Норрчёпинг       | Итого            | Итого            | 0    | 0    | 0     | 0     | 0           | 0           | 0     | 0     |
| Всего за карьеру | Всего за карьеру | Всего за карьеру | 71   | 2    | 2     | 0     | 0           | 0           | 73    | 2     |